# Grabpyramide des Heinrich von Preußen

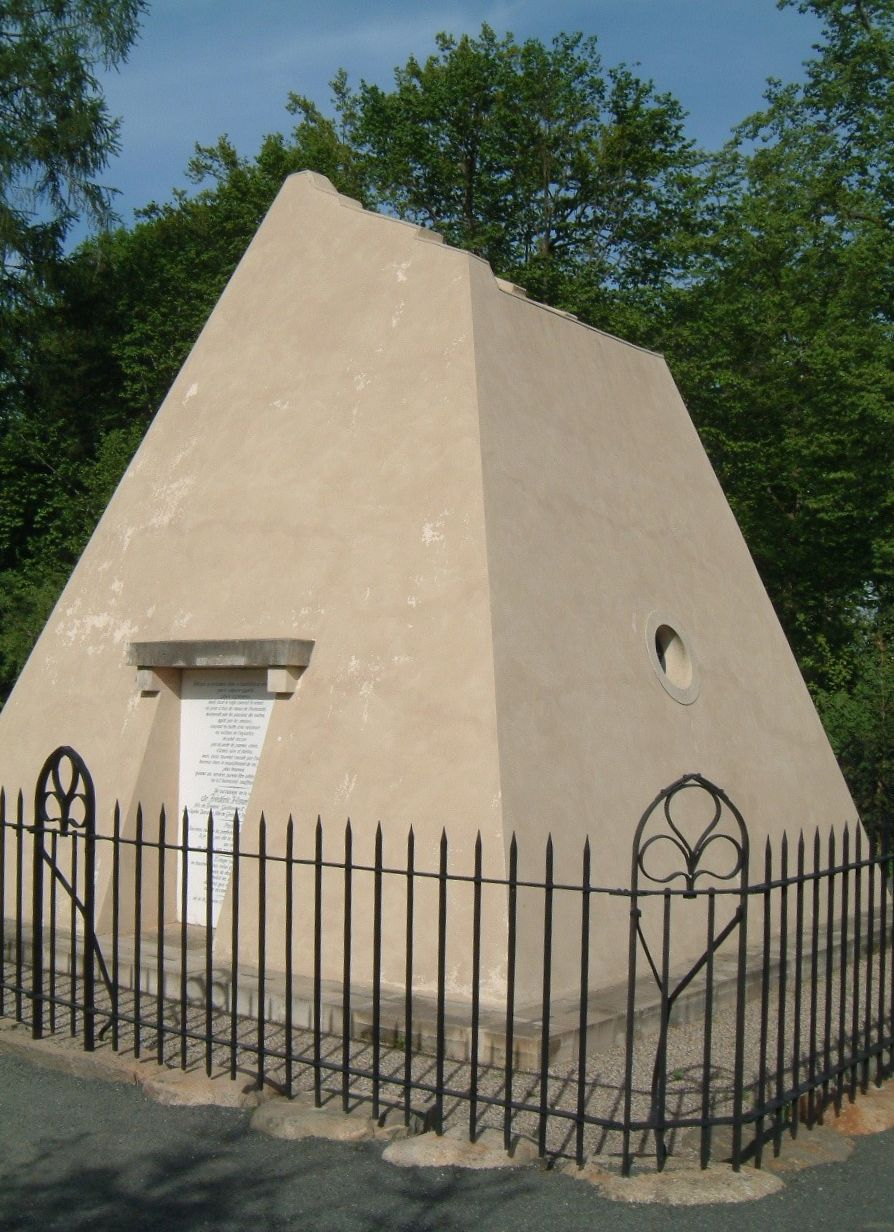
Grabpyramide des Prinzen Heinrich von Preußen

Die Grabpyramide des Heinrich von Preußen ist das Grabmal des Prinzen Heinrich von Preußen, das dieser sich selbst in Form einer abgebrochenen Pyramide im Lustgarten des Schlosses Rheinsberg errichtete.

## Geschichte
1744 schenkte König Friedrich II. seinem jüngeren Bruder Heinrich das Schloss Rheinsberg. Heinrich zog 1752 mit seiner Frau Prinzessin Wilhelmine von Hessen-Kassel ein und wohnte dort bis zu seinem Tod. Im Garten ließ er sich 1800 bis 1801 von Hofbaurat Georg Wilhelm Steinert eine Grabstätte in Form einer abgebrochenen Pyramide errichten, in der er nach seinem Tod 1802 beigesetzt wurde. Die französische Inschrift auf der zugemauerten Eingangspforte verfasste Heinrich selbst.

### Architektur
Die Pyramide ist ein klassischer Staffagebau, wie er in europäischen Gärten des 18. Jahrhunderts weit verbreitet war. In Funktion und Form zitiert das Gebäude unmittelbar die antike Cestius-Pyramide in Rom, das Grabmal eines römischen Volkstribunen. Gemeinsam sind beiden Strukturen der steile Neigungswinkel, das preußische Zitat ist allerdings als künstliche Ruine ausgeführt, einem in der Sepulkralkultur der Zeit typischen Topos. Als konkretes Vorbild für die Rheinsberger Pyramide kann die in den 1770er Jahren von Simon Louis du Ry erbaute Pyramide im Bergpark Wilhelmshöhe angenommen werden. Diese besitzt ebenfalls, im Gegensatz zum römischen Original, ein kreisrundes Fenster gegenüber dem Eingang, in Abweichung zum römischen Vorbild. Ihr Bauherr war der hessische Landgraf Friedrich II., der Schwager von Prinz Heinrich. Ebenso verfügt der Kasseler Park über ein Grabmal des Vergils, wie es in hölzerner Form 1771 durch Karl Wilhelm Hennert in Rheinsberg errichtet wurde.

### Sarg und Bestattung
In der Grabpyramide im Schlosspark Rheinsberg ruht ein zinnerner Sarkophag mit eichernem Innensarg, obwohl Prinz Heinrich in seinem Testament die Bestattung in einem schlichten Holzsarg sowie das endgültige Vermauern der Pyramide verfügt hatte. Der Auftrag für den Sarkophag ging auf seinen Bruder Ferdinand zurück, der auch die ursprünglich an der Vorderseite angebrachte Inschriftenplatte an die Rückseite versetzen ließ und den Eingang durch eine Gittertür ersetzte, sodass Besucher den Sarg sehen konnten. Der zinnerne Sarkophag war auf dem Deckel mit plastischen Attributen versehen, ebenfalls aus Zinn gearbeitet, unter anderem auf einem Kissen eine Königskrone und ein Schwert. Um 1853 wurde der Zugang zur Pyramide durch einen Einbruch gestört, wobei der Sarkophag stark beschädigt wurde, woraufhin der Eingang anschließend wieder vermauert wurde. Theodor Fontane berichtete 1862 in seinen Wanderungen durch die Mark Brandenburg, er habe den unversehrten großen Zinksarg mit einem Helm darauf noch gesehen. Heute wird die Pyramide als Teil des Schlossgartens durch die Stiftung Preußische Schlösser und Gärten Berlin-Brandenburg betreut.

## Inschrift

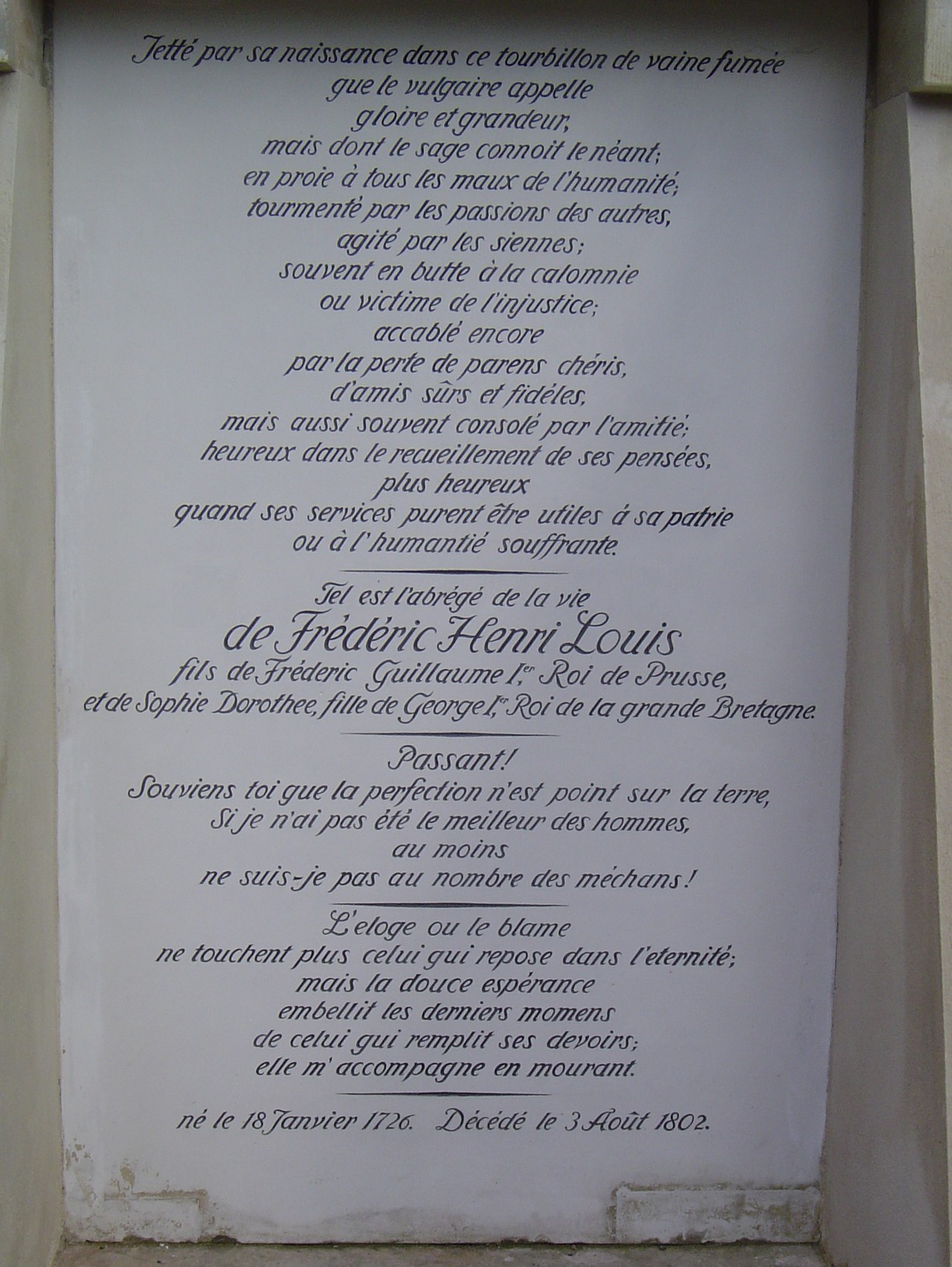
Grabplakette auf dem zugemauerten Eingang (2004)

### Originaltext
Jetté par sa naissance dans ce tourbillon de vaine fumée

que le vulgaire appelle

gloire et grandeur,

mais dont le sage connoit le néant;

en proie à tous les maux de l’humanité;

tourmentè par les passions des autres,

agité par les siennes;

souvent en butte à la calomnie

ou victime de l’injustice;

accablé encore

par la perte de parens chéris,

d’amis sûrs et fidéles,

mais aussi souvent consolé par l’amitié;

heureux dans le recueillement de ses pensées,

plus heureux

quand ses services purent être utiles á sa patrie

ou à l’humantié souffrante.

Tel est l’abrégé de la vie

de Frédéric Henri Louis

fils de Fréderic Guillaume Ier, Roi de Prusse,

et de Sophie Dorothee, fille de George Ier, Roi de la grande Bretagne.

Passant!

Souviens toi que la perfection n’est point sur la terre,

si je n’ai pas été les meilleur des hommes,

au moins

ne suis-je pas au nombre des méchans!

L’eloge ou le blame

ne touchent plus celui gui repose dans l’eternité;

mais la douce espérance

embellit les derniers momens

de celui gui remplit ses devoirs;

elle m’accompagne en mourant.

né le 18 Janvier 1726. Décédé le 3 Août 1802.

### Deutsche Übersetzung
Von seiner Geburt in diesen Wirbel eitlen Rauches geworfen,

den die Menge nennt

Ruhm und Größe,

dessen Nichtigkeit aber der Weise erkennt;

der Beute aller Übel der Menschheit;

gequält von den Leidenschaften anderer,

bewegt von den eigenen;

oft Ziel der Verleumdung

oder Opfer der Ungerechtigkeit;

aufs Neue niedergedrückt

durch den Verlust geliebter Eltern,

verlässlicher und treuer Freunde,

doch auch oft durch Freundschaft getröstet;

glücklich in der Sammlung seiner Gedanken,

und glücklicher noch,

wenn seine Dienste dem Vaterland nützlich sein konnten

oder der leidenden Menschheit.

Dies ist die Zusammenfassung des Lebens

Friedrich Heinrich Ludwigs,

Sohn Friedrich Wilhelms I., Königs von Preußen,

und Sophies Dorothea, Tochter Georgs I., Königs von Großbritannien.

Wanderer!

Gedenke, dass Vollkommenheit nicht auf Erden ist;

wenn ich auch nicht der Beste der Menschen gewesen bin,

so gehöre ich doch nicht zu der Zahl der Bösen.

Lob und Tadel

berühren nicht mehr den, der in der Ewigkeit ruht;

doch die süße Hoffnung

verschönert die letzten Momente

dessen, der seine Pflichten erfüllt;

sie begleitet mich im Tod.

geboren am 18. Januar 1726. gestorben am 3. August 1802.